# 미수동항
미수동항은 제주특별자치도 제주시 애월읍 하귀2리에 위치한 어항이다. 2004년 9월 23일 어촌정주어항으로 지정되었다. 관리청은 제주시, 시설관리자는 제주시장이다.

## 어항 연혁
미수동은 입니물(일미샘)이 있어 붙여진 이름으로 옛 귀일촌의 시초 마을로 삼별초군때 수구관가에 부속관서 건물의 터가 있고, 일명 구리(龜里)라 함은 지형의 형국이 거북이와 같다하여 지명도 구리(龜里)라하였다고 전한다. 구리(龜里)의 몸통부에 해당하는 마을로 구두부·구복부·구미등은 지형형국에 따른 명칭이다. 각급기관이 거의 설치되어 있어서 애월읍 동부인 하귀출장소 관내의 중심적인 기능을 다하고 있는 소도시이다.

## 어항 구역
- 수역: 83,733m2[1]

## 어항 시설
1989년 선착장 67m축조를 시작으로 현재까지 방파제 110m, 선착장 117m, 물양장 30m가 축조되어 있다.